# حمض ميد
حمض ميد هو حمض دهني غير مشبع له الصيغة الكيميائية C24H46O2 مع وجود رابطة مزدوجة واحدة في البنية تقع على الكربون رقم 9 من الطرف الميثيلي للسلسلة، ولذلك فهو يصنف من أحماض أوميغا 9.
تعود التسمية الدارجة للمركب نسبة إلى جيمس ميد James F. Mead، والذي كان أول من اكتشفه.

## الأهمية الحيوية
يقوم الجسم بإنتاج حمض ميد عند حدوث نقص في الأحماض الدهنية الأساسية، مثل حمض الأراكيدونيك، وذلك من عملية تطويل ونزع هيدروجين من حمض الزيت.